# Тестовская улица
Те́стовская у́лица — улица в центре Москвы в Пресненском районе между 1-м Красногвардейским проездом и Пресненской набережной. Проходит вдоль делового центра Москва-сити. Здесь расположены станция метро «Международная» и станция МЦК «Деловой центр».

## Происхождение названия
Названа в 2007 году по исторической местности Тестово (позже посёлок Тестовский), где во второй половине XIX века владелец трактира И. Я. Тестов поселил цыганский хор. Рядом также расположена железнодорожная платформа Тестовская Белорусского направления МЖД. Ранее в 1955—2007 годах называлась 4-й Красногвардейский проезд по расположению поблизости от Красногвардейских улиц.

## Описание
Тестовская улица начинается от развилки 1-го Красногвардейского проезда и эстакады Третьего транспортного кольца, проходит на юг вдоль ТТК и западного края делового центра Москва-сити, постепенно поворачивая на восток, и переходит около берега Москвы-реки в Пресненскую набережную.
На Тестовской улице расположен ботанический сад Первого МГМУ имени И. М. Сеченова.

## Транспорт
- Автобус с344